# Katedra Najświętszej Maryi Panny i św. Bonifacego w Plymouth
Katedra w Plymouth (ang. Plymouth Cathedral) – katedra rzymskokatolicka w Plymouth. Główna świątynia diecezji Plymouth. Mieści się przy Eldad Hill.
Świątynia w stylu neogotyckim z jedną wieżą. Budowa rozpoczęła się w 1856 i zakończyła w 1858, konsekrowana w 1880. Projektantem świątyni był Joseph Hansom.